# Doline im Gewand Aichen
Die Doline im Gewand Aichen ist ein vom Landratsamt Rottweil am 1. Februar 1953 durch Verordnung ausgewiesenes Landschaftsschutzgebiet auf dem Gebiet der Stadt Oberndorf am Neckar. Es ist mit nur 1630 m² das kleinste Landschaftsschutzgebiet in Baden-Württemberg.

## Lage
Die Doline im Gewand Aichen liegt etwa 1 km östlich des Stadtteils Beffendorf auf dem Flurstück Nr. 278. Sie liegt im Naturraum Obere Gäue.
Die Doline liegt in der Erfurt-Formation des Unteren Keupers.

## Landschaftscharakter
Es handelt sich um eine Doline im Muschelkalk mit einem Durchmesser von etwa 40 Metern und einer Tiefe von etwa 8 Metern. Sie ist mit einem geschlossenen Feldgehölz aus vorwiegend Esche bewachsen.
Umgeben ist die Doline von Wirtschaftsgrünland, im weiteren Umfeld befinden sich zudem noch 13 weitere Dolinen.